# الکساندر بتکوف
الکساندر بتکوف (انگلیسی: Aleksandr Beketov؛ زادهٔ ۱۴ مارس ۱۹۷۰) شمشیرباز اهل روسیه بود.
وی در مسابقات کشوری و بین‌المللی در مجموع برندهٔ ۱ مدال طلا، ۱ مدال نقره شده‌است.